# Caeparia kaltenbachi
Caeparia kaltenbachi är en kackerlacksart som beskrevs av Roth, L. M. 1979. Caeparia kaltenbachi ingår i släktet Caeparia och familjen jättekackerlackor.
Artens utbredningsområde är Thailand. Inga underarter finns listade.